# Daïra de Beni Douala
La daïra de Beni Douala est une circonscription administrative algérienne située dans la wilaya de Tizi-Ouzou et la région de Kabylie. Son chef-lieu est situé sur la commune éponyme de  Aït Douala.

## Communes
La daïra regroupe les quatre communes de :
- Aït Mahmoud
- Beni Aïssi
- Beni Douala
- Beni Zmenzer

La population totale de la daïra est de 48 995 habitants pour une superficie de 102,35 km2, soit 1 habitant par 2.089 m2.

## Localisation
|                  | Daïra de Tizi-Ouzou  |                              |
| Daïra de Mâatkas | daïra de Beni Douala | Daïra de Larbaâ Nath Irathen |
|                  | Daïra d'Ouadhia      |                              |